# Uladislao Javier Castellano
Uladislao Javier Castellano (ur. 23 listopada 1834 w San Javier y Yacanto, zm. 6 lutego 1900 tamże) – argentyński duchowny rzymskokatolicki, arcybiskup Buenos Aires.

## Życiorys
Pochodził ze znamienitej rodziny. Studiował teologię, prawo cywilne i kanoniczne na Uniwersytecie w Córdobie. Po złagodzeniu antyklerykalnego kursy rządu, 7 marca 1853 wstąpił do ponownie otwartego seminarium duchownego. W 1856 ukończył studia na uniwersytecie. 18 listopada 1858 otrzymał święcenia prezbiteriatu i został kapłanem diecezji Córdoba. Pracował jako wykładowca teologii oraz w latach 1869-1875 był prorektorem uniwersytetu. W 1875 został rektorem seminarium duchownego oraz rozpoczął pracę w kurii diecezjalnej diecezji Córdoby. Od 1876 był jej wikariuszem generalnym.
W latach 1878–1880, 1883-1884 oraz 1886-1888, gdy biskupstwo Córdoby wakowało, administrował diecezją. Dał się wówczas poznać z odważnych listów pasterskich przeciwko liberalnym kampaniom.
1 października 1892 papież Leon XIII mianował go biskupem pomocniczym diecezji Córdoby oraz biskupem tytularnym anchialuńskim. 20 listopada 1892 w katedrze w Córdobie przyjął sakrę biskupią z rąk biskupa Córdoby Ángela Joségo Toro OP.

### Arcybiskup Buenos Aires
12 września 1895 ten sam papież mianował go arcybiskupem Buenos Aires. Katedrę objął 24 listopada 1895. Jako głowa argentyńskiego Kościoła był atakowany przez ruchy liberalne. Dbał o organizowanie regularnych spotkań biskupów argentyńskich oraz pisał mocne listy pasterskie w obronie wolności Kościoła. W 1899 w Rzymie brał udział w posiedzeniu plenarnym  nt. Ameryki Łacińskiej. Po powrocie z Europy postanowił odpocząć w rodzinnej miejscowości, gdzie nagle zmarł 6 lutego 1900. Pochowany w kościele parafialnym w San Javier y Yacanto.